# AXXo
aXXo est le pseudonyme d'un individu connu pour avoir mis à disposition gratuitement sur Internet des films commerciaux en qualité DVD,.
Il a cessé cette activité le 11 mars 2009, au grand dam d'une partie de la communauté peer-to-peer.

## Succès
En 2008, 33,5 % des films piratés téléchargés sont de aXXo, d'après Josh Levin.

## Imitateurs
Les imitateurs d'aXXo sont nombreux car il jouit d'une excellente réputation. Les fichiers qu'ils essaient de faire passer pour le travail d'aXXo contiennent parfois des virus.